# Papa Sirici
Sirici (Siricius) va ser bisbe de Roma i com a tal Papa de l'Església Catòlica des del 15 de desembre de 384 fins a la seva mort el 26 de novembre de 399.
Va néixer a Roma vers el 334. Va ser ordenat diaca per Liberi, a la mort de Damas el desembre del 384, va ser escollit bisbe de la ciutat. Va ser el primer bisbe de Roma, després de Sant Pere, en adoptar el títol de Papa (Pontifex Maximus), i a partir d'aleshores el títol va anar associat al bisbat romà. Va donar suport al celibat de sacerdots i diaques.
Va deixar sis epístoles:
- I. Ad Himerium Tarraconensem Episcopum (385)
- II. Ad Anysium Thessalonicensen Episcopum (vers 385)
- III. Ad Episcopos Africae (6 de gener del 386)
- IV. Ad diversos Episcopos (vers 386)
- V. Ad diversos Episcopos contra Jovinianum
- VI. Ad Anysium Thessalonicensem Episcopum et alios Illyrici Episcopos de Bonoso (391 o començament del 392)

Altres epistoles perdudes són:
- Ad Maximum Imperatorem (385)
- De Ithacianorum Causa (386)
- Ad Theodosium Imperatorem (398)